# 延展格
延展格或沿格（Prolative case），也叫经由格（Vialis case）、Prosecutive case、Traversal case、Mediative case、Translative case，语法学格范畴术语，指经由、经过某名词或代词的格（case）。
例如格陵兰语的经由格-kkut/-tigut。